# EterTICs GNU/Linux
EterTICs GNU/Linux (abreviado GET) es una distribución del sistema operativo GNU/Linux que desde la versión 3 se distribuye como software libre. Fue la primera distribución diseñada y desarrollada pensando en las radios comunitarias e integra todos los programas informáticos que una radio de estas características necesita para su transmisión. El desarrollo es 100% latinoamericano y lo encabeza el argentino Javier Obregón de Posadas. Hasta la versión 7 EterTICs GNU/Linux derivaba de Debian pero en la versión 8 el equipo de desarrollo decidió cambiar a Devuan, un fork de Debian, como distribución base. Aunque en la versión 9 GET se publicó en dos versiones, una derivada sobre Devuan y otra sobre Debian, desde la 10 Kuntur, GET sólo se publica en una versión derivada de Devuan.

## Historia
EterTICs GNU/Linux se comienza a imaginar en 2006 cuando la radio comunitaria FM El Libertador de Posadas se planteó migrar a un sistema operativo libre pero no encontraba una distribución adecuada para radios. La idea fue madurando durante varios años hasta que en 2011, en un taller en FM San Pedro de la provincia de Santiago del Estero, se acordó “armar una distribución que contemplara las carencias de las radios campesinas”.
Las primeras versiones de GET (v1, v2 y v2.5) fueron desarrolladas dentro de la cooperativa LiberTICs entre 2009 y 2013 como software privado expresamente para radio FM El Libertador. Cuando la cooperativa se disuelve Javier Obregón publica la versión 3 de forma libre y abierta en junio de 2014. Este momento coincide con al nacimiento de la Red de Radios Comunitarias y Software Libre que se suma al desarrollo de GET y la difunde entre sus radios afiliadas. La distribución se presentó en los dos Encuentro Internacionales celebrados por la Red en Cochabamba (2015) y Quito (2016). GET se ha difundido también en talleres de la Red de Comunicadores del MERCOSUR y en diferentes eventos en México, El Salvador, Venezuela, Argentina,Cuba, o en radios del estado español.
La distribución está traducida al portugués por lo que también se ha promocionado en diferentes redes de medios comunitarios en Brasil.

### Nombre
En Internet se encuentra esta distribución con diferentes nombres, por un lado se habla de GNU/EterTICs, abreviado como GET, pero también aparece como EterTICs GNU/Linux. Según explica Javier Obregón, desarrollador de la distribución:
| «La distribución nació originalmente con el nombre GNU/EterTICs pero durante el desarrollo de la versión 4, cruzando correo con Richard Stallman comentando sobre la iniciativa, me sugirió cambiar el nombre a EterTICs GNU/Linux y así dar la idea que buscamos originalmente, que es EterTICs es una distribución basada en el Sistema Operativo GNU y el kernel Linux y como inicialmente las siglas eran GET ya quedó de cariño en la comunidad llamarlo así, más cortito a nuestro EterTICs GNU/Linux".» —Javier Obregón, desarrollador de la distribución |

## Características
| Versión    | Nombre clave               | Lanzamiento        |
| Versión 1  | -                          | Privado            |
| Versión 2  | -                          | Privado            |
| Versión 3  | -                          | Junio de 2014      |
| Versión 4  | -                          | Noviembre de 2014  |
| Versión 5  | Crazy                      | Abril de 2015      |
| Versión 6  | Mezcal                     | Agosto de 2015     |
| Versión 7  | Pájaro Azul                | Abril de 2016      |
| Versión 8  | Integración                | Octubre de 2016    |
| Versión 9  | Fenix                      | Octubre de 2018    |
| Versión 10 | Kuntur (Cóndor en Quechua) | Abril de 2019      |
| Versión 11 | Turpial                    | Septiembre de 2020 |
| Versión 12 | Yetapá                     | Febrero de 2022    |
| Versión 13 | Mbojera                    | Marzo de 2025      |

EterTICs GNU/Linux se basó hasta la versión 7 en la distribución GNU/Linux Debian. En la versión 8, publicada en octubre de 2016, optó por usar Devuan como distribución base. La versión 9 tuvo dos versiones, una basada en Debian y otra en Devuan. Desde la versión GET 10 (Kuntur), solo se han publicado versiones sobre la distribución madre Devuan.
GET se distribuye en dos idiomas, castellano y portugués. Hasta la versión 11 soportaba arquitecturas i386 y amd64, pero desde la 12 Yetapá solamente ofrece una versión para amd64. Viene con el kernel libre por defecto aunque también se puede usar el kernel oficial de la distribución base. En cuanto a los manejadores de escritorio ha tenido varios cambios. Optó por Xfce hasta la versión 9. En las versiones 10 y 11, de 2019 y 2020 respectivamente, el escritorio predeterminado fue MATE para la versión 64 bits y LQXt para la de 32 bits. Y la versión 12 Yetapá de 2022 se publicó solamente con Xfce.En la versión 13, Mbojera (que en lengua Guaraní significa “liberar” o “desbloquear”), optó por LQXt como escritorio predeterminado e incorpora Pipewire como nuevo servidor de audio predeterminado, en lugar de Pulseaudio, con soporte para programas que usen Jack.
En cuanto a los programas preinstalados para las radios encontramos:
- Editores de audio: Ardour, Audacity
- Reproductores de audio: Audacious, VLC
- Automatizadores: GRadio, Raboms, Rivendell (fue eliminado por problema de repositorios en la versión 9)
- Streaming: Butt, Icecast, Mixxx
- Otras aplicaciones de sonido: conversores, equilibradores de ganancia, copiador de DVD/CD, editores de metatags. También incorpora la suite de herramientas de gestión de conexiones de audio desarrollada por KXStudio que integran Cadence, Catia o Claudia entre otras.

Quienes desarrollan GET dejan muy claro en su web por qué no incluyen otro tipo de programas en esta distribución:

«Cabe aclarar que EterTICs es una distribución derivada de Devuan bajo licencia GNU GPL que NO INCLUYE NI VA A INCLUIR de forma predeterminada componentes que atenten contra la libertad de los usuarios desde el paradigma de Libertad que propone la FSF, si la radio necesita, tal o cual componente privativo es libre de instalarlo bajo su responsabilidad, pero NO ALENTAMOS su uso.»

## Distribuciones similares

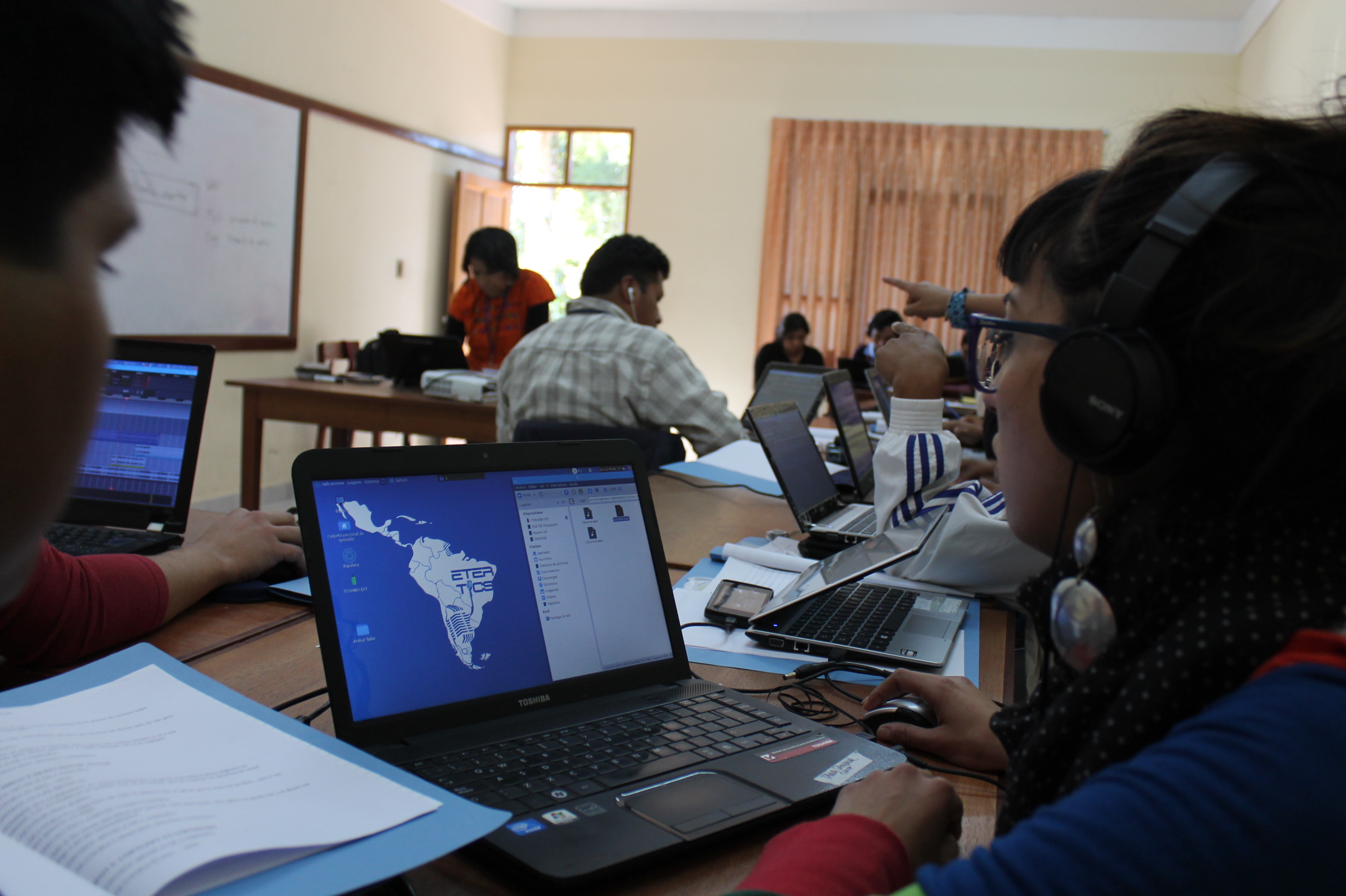
Participante del I Encuentro de Radios Comunitarias y Software Libre en Cochabamba aprendiendo a usar GET.

GET no ha sido la única distribución pensadas para trabajar en Radios Comunitarias en América Latina con Software Libre. Durante estos últimos años han existido al menos tres más, aunque GET es la única que mantienen un desarrollo y actualización regular:
- Shamatari / Medios Libres: desarrollada en Venezuela, derivaba de UbuntuStudio y tenía más de 260 aplicaciones preinstaladas. No estaba pensada especialmente para radios, sino para medios comunitarios en general: radiofónicos, impresos, audiovisuales y digitales. El desarrollo no se actualiza desde el año 2015.[35]
- Caribay: distribución también Venezolana. Derivada de Canaima, un sistema operativo impulsado por Gobierno de ese país. Dirigida a Medios Comunitarios, desde la versión 4 tienen una versión para los productores de contenidos de Televisión Digital Abierta (TDA) llamada Caribay TDA.[36]El proyecto no se actualiza desde el 2017.
- HuayraMedios GNU/Linux: promovida desde Argentina es una "una distribución liviana, con un entorno de escritorio Xfce, pensada para destinar la mayoría de los recursos del hardware al software específico de producción o emisión de streaming. Pensada para montar radios escolares, comunitarias, sociales, de modo simple, efectivo y ágil". La última actualización fue en febrero de 2016.[37]

Ubuntu Studio es una versión del conocido sistema operativo GNU/Linux Ubuntu. Aunque está pensada para la producción audiovisual no se diseñó especialmente para trabajar en radio, por eso no se incluye en esta esta lista.